# Три Веј (Тенеси)
Три Веј (енгл. Three Way) град је у америчкој савезној држави Тенеси.

## Демографија
По попису из 2010. године број становника је 1.709, што је 334 (24,3%) становника више него 2000. године.
| Група             | 2000.         | 2010.         |
| Белци             | 1.280 (93,1%) | 1.477 (86,4%) |
| Афроамериканци    | 64 (4,7%)     | 200 (11,7%)   |
| Азијати           | 4 (0,3%)      | 7 (0,4%)      |
| Хиспаноамериканци | 24 (1,7%)     | 6 (0,4%)      |
| Укупно            | 1.375         | 1.709         |